# Notoclinops yaldwyni
Notoclinops yaldwyni Hardy, 1987 è una specie di pesci della famiglia Tripterygiidae.

## Habitat e distribuzione
È una specie demersale non particolarmente comune, reperibile in Nuova Zelanda da circa 1 metro a 20 di profondità. Nuota in zone costiere, spesso con fondali rocciosi.

## Descrizione
Il corpo, che non supera i 5,2 cm, è allungato, quasi cilindrico, con una colorazione arancione-grigiastra, talvolta con macchie più scure. Le pinne non sono particolarmente ampie, la pinna dorsale e la pinna anale sono dello stesso colore del corpo.

## Riproduzione
È oviparo e la fecondazione è esterna; depone le uova incollandole alle alghe.